# Poecilimon artedentatus
Poecilimon artedentatus är en insektsart som beskrevs av Heller, K.-g. 1984. Poecilimon artedentatus ingår i släktet Poecilimon och familjen vårtbitare. IUCN kategoriserar arten globalt som nära hotad. Inga underarter finns listade i Catalogue of Life.